# ألموند لي
ألموند لي (بالصينية: 李易達) هو مدرب خيول صيني، ولد في 1964.